# Cyclanthera gracillima
Cyclanthera gracillima är en gurkväxtart som beskrevs av Célestin Alfred Cogniaux. Cyclanthera gracillima ingår i släktet springgurkor, och familjen gurkväxter. Inga underarter finns listade i Catalogue of Life.